# Alicja Habsburg
Alicja Elżbieta Habsburg, z domu Ankarcrona, primo voto Badeni (ur. 18 grudnia 1889 w Hölö, zm. 26 listopada 1985 w Sztokholmie) – szwedzka arystokratka, uczestniczka polskiej konspiracji w czasie II wojny światowej.

## Życiorys

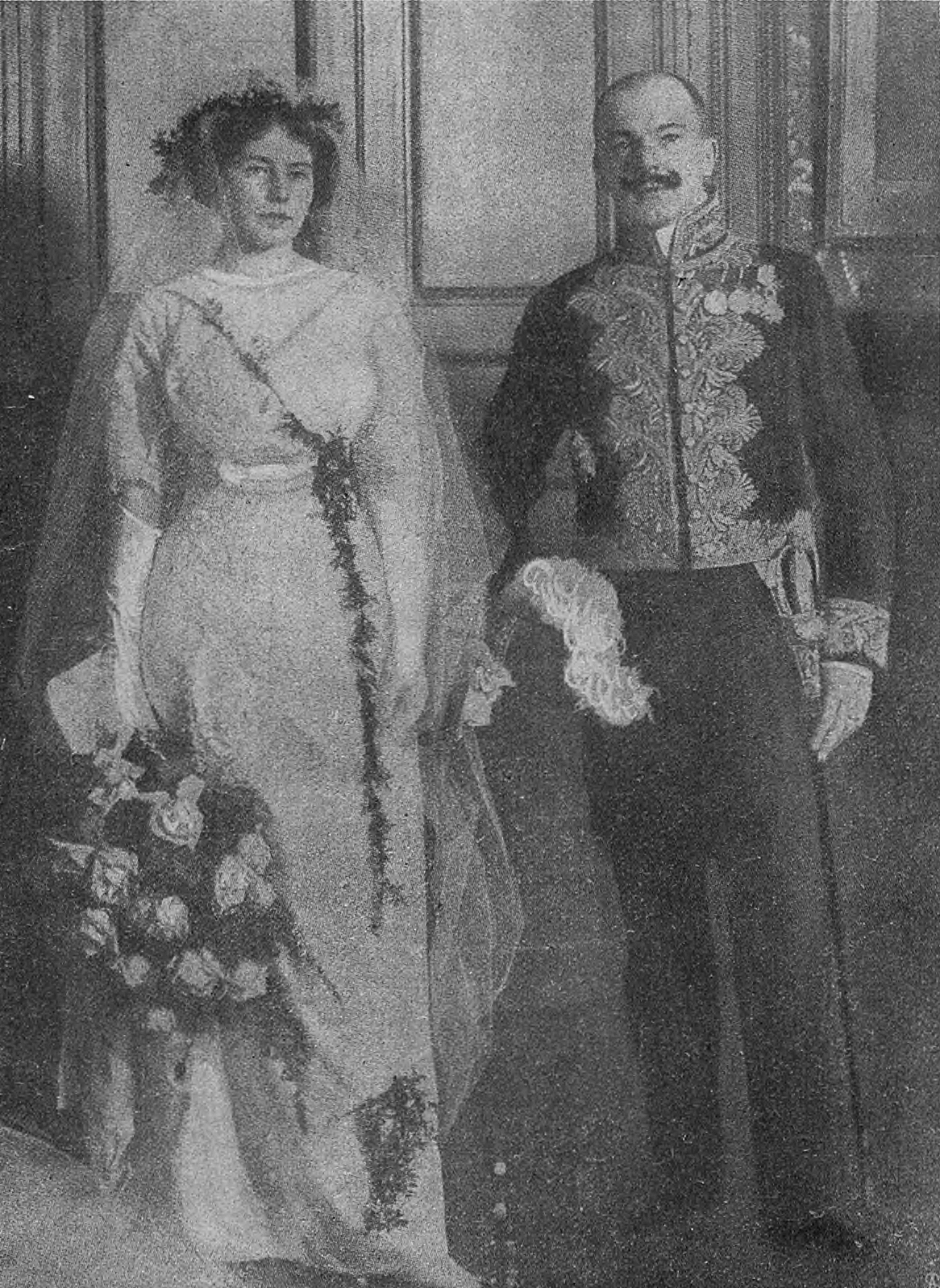
Ślub Alicji Ankarcrona i Ludwika Badeniego

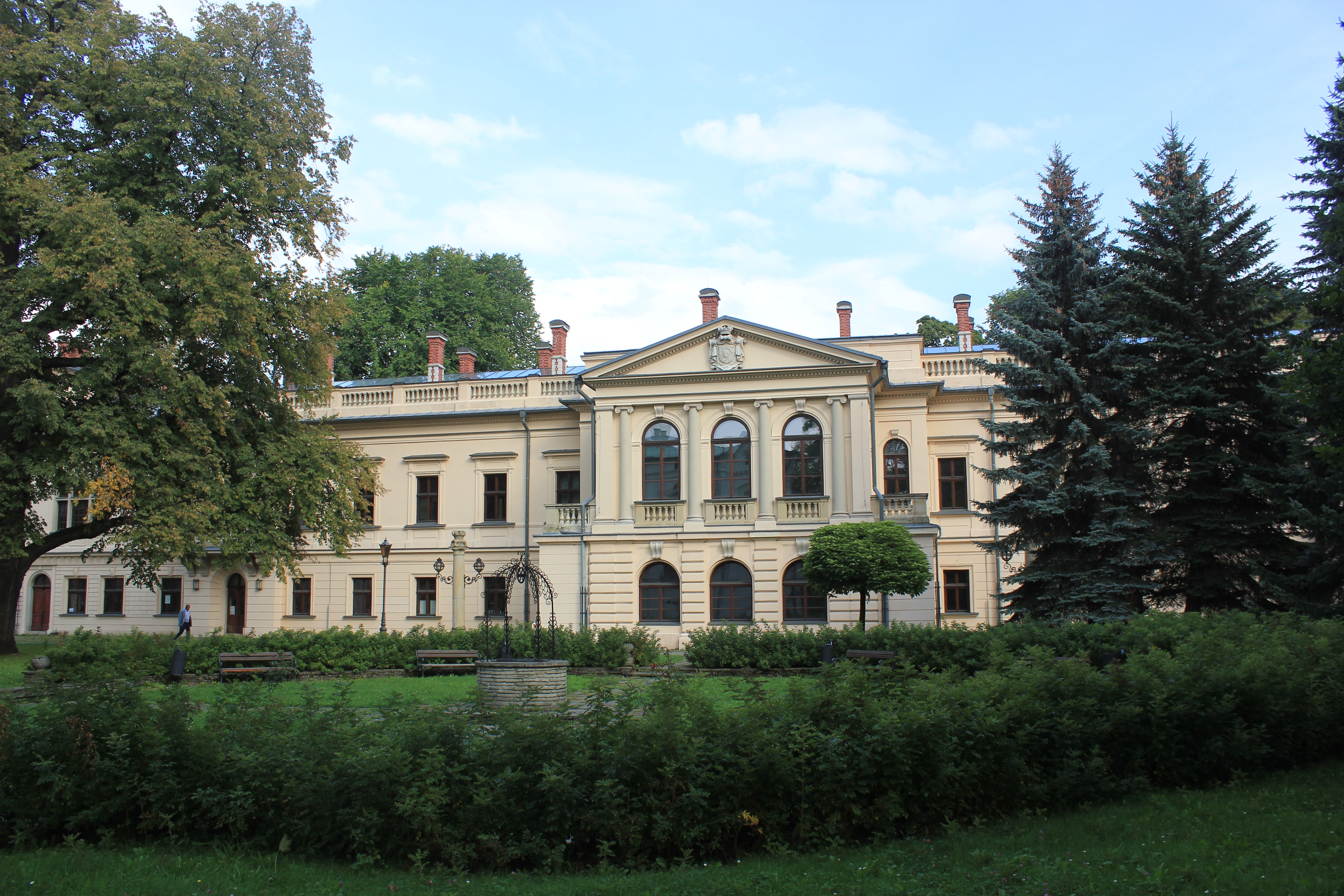
Pałac Habsburgów w Żywcu

Alicja Elżbieta Ankarcrona pochodziła ze starej rodziny szwedzkiej spokrewnionej z rodem królewskim. Była wnuczką Wiktora (wielki łowczy) oraz córką Oskara (adiutant króla Oskara II) i Elżbiety z domu Carleson. Pierwszego męża hrabiego Ludwika Badeniego poznała w 1911 w Sztokholmie, gdzie był posłem C. K. monarchii. Pobrali się 21 listopada tego samego roku w rzymskokatolickim kościele św. Eugenii w Sztokholmie, a ślubu udzielił im bp Albert Bitter. 
Tuż po ślubie oboje opuścili Szwecję. Początkowo przeprowadzili się do Buska w dzisiejszej Ukrainie, gdzie była siedziba rodu jej męża. Następnie Alicja przeniosła się do Brukseli, gdzie jej mąż sprawował funkcję dyplomatyczną. W 1912 urodził się tam jej syn Kazimierz, szerzej znany jako dominikanin Joachim Badeni. Wkrótce po narodzinach syna jej mąż zaczął cierpieć na chorobę umysłową, która zakończyła się umieszczeniem go w sanatorium psychiatrycznym. Ludwik Badeni zmarł w 1916. Wcześniej Alicja przeprowadziła się do Wiednia. Jesienią 1915 poznała Karola Olbrachta Habsburga; prędko zawiązuje się między nimi romans. Z początkiem 1920 udała się po raz pierwszy do Żywca, gdzie przyjęła oficjalne zaręczyny Karola. W listopadzie 1920 wyszła za niego za mąż. W Żywcu, gdzie zamieszkali, urodziło im się czworo dzieci: Karol Stefan (ur. 1921), Maria Krystyna (ur. 1923), Renata Maria (ur. 1931) i Olbracht Maksymilian, który zmarł w wieku dwóch lat.
We wrześniu 1939 żywiecka siedziba Habsburgów została zajęta przez Gestapo. Karol Olbracht został aresztowany i uwięziony. Zarówno on jak i Alicja nie zgodzili się na podpisanie Volksklisty, która umożliwiłaby utrzymanie choćby częściowej kontroli nad majątkiem rodzinnym. Alicji początkowo pozostawiono do dyspozycji dwa pomieszczenia pałacu, a następnie, w lecie 1940, wraz z córkami zostały przetransportowane do Wisły. Jeszcze w Żywcu rozpoczęła współpracę z ZWZ, gdzie po zaprzysiężeniu otrzymała pseudonim „Alicja” i zajmowała się nasłuchem radiowym oraz przenoszeniem korespondencji. Opracowywała również materiały do biuletynów, a jej znajomość kilku języków obcych wykorzystywano do tłumaczenia komunikatów radiowych. Za te działania otrzymała w 1946 Krzyż Walecznych. Uruchomiwszy sieć przedwojennych koneksji, zdołała doprowadzić do zwolnienia skatowanego przez Niemców męża i jego przyjazdu do Wisły.
W 1942 została wraz z rodziną przewieziona do Straussberg koło Weimaru na roboty przymusowe. W kwietniu 1945, po wyzwoleniu przez aliantów, znalazła się czasowo w obozie dla dipisów. Po wydostaniu się zeń  wyjechała początkowo do Polski, a następnie do Szwecji. 
Po wojnie wraz ze schorowanym mężem próbowała odzyskać chociaż część majątku żywieckiego. Kiedy to się nie udało, w 1951 na stałe wyjechali wraz z dziećmi do Szwecji, gdzie Karol zmarł w 1951. W 1963 na wniosek gen. Tadeusza Bora-Komorowskiego odebrała Honorową Odznakę za działalność w AK. (nr 3056). W latach 60. zajmowała się pisaniem pamiętników, poświęconych głównie wspomnieniom z czasów przedwojennych. W 1973 wydała w Sztokholmie swoje wspomnienia zatytułowanie Księżna-partyzant.
Córka Renata wyszła za mąż w 1957 za hiszpańskiego dyplomatę Eduarda de Zulueta y Dato (1924 - 2020) i zamieszkała w Hiszpanii. Córka Maria Krystyna odzyskała polskie obywatelstwo w 1993 i zamieszkała w domu rodzinnym w Żywcu. Alicja Habsburg spędziła ostatnie dni życia w domu opieki w Sztokholmie, gdzie zmarła i została pochowana w 1985. 
W 2022 została pośmiertnie odznaczona Krzyżem Komandorskim Orderu Zasługi Rzeczypospolitej Polskiej, a w 2023 Krzyżem Komandorskim Orderu Odrodzenia Polski.

## Upamiętnienie
W 2012 odsłonięto ławeczkę Alicji Habsburg w Żywcu.